# Saltsjöbadens Samskola
Saltsjöbadens Samskola, eller Samskolan, är en kommunal skola belägen vid Tattby station i Saltsjöbaden, Nacka kommun. Den äldsta delen av byggnaden från 1915 ritades av Ture Stenberg och Victor Holmgren. I aulan finns en fondmålning av Sven X:et Eriksson och Barbro Nilsson och flera lärosalar har utsmyckning av Thomas Nordström. Skolan var läroverk till 1966, därefter grundskola och gymnasieskola till 2010, och är sedan dess F–9-skola. Bredvid ligger Förskolan Nyckelpigan som drivs av Svenska Kyrkan. 

## Historia
Skolan grundades organisatoriskt sett 1895 i en annan byggnad belägen vid Ringparken i samhällets äldsta del. Den var då privatskola. Studentexamen gavs från 1919 till 1968 och realexamen från omkring 1910 till 1966. En stor modernistisk tillbyggnad från 1962–1965 av Torgny Gynnerstedt, Igelbodaskolans arkitekt, kallas Nya byggnaden. 1983 och 2001 tillkom ytterligare tillbyggnader.

## Bemärkta elever
- Malin Berghagen (född 1966), skådespelare och sångare
- Lotta Bouvin-Sundberg (född 1959), TV-person
- Gunnel Engwall (född 1942), språkvetare
- Jan Guillou (född 1944), journalist och författare
- Fabian Göranson (född 1978), serietecknare
- Jonas Hallberg (född 1944), TV-radio-person
- Anna Holtblad (född 1960), modeskapare
- Lovette Jallow (född 1984), antirasistisk aktivist
- Elin Jönsson (född 1973), journalist
- Hans Lindblad (född 1960), ekonom
- Erik Lundberg (1907–87), ekonom
- Jenny Nordberg (född 1972), journalist
- Torsten Rapp (1905–93), överbefälhavare
- Margaux Dietz (född 1990), bloggare[5]
- Martin Rundkvist (född 1972), arkeolog
- Mona Sahlin (född 1957), politiker
- Anja Schmidt (född 1950), skådespelare
- Pontus Stierna (1951–2020), läkare och professor[6]
- Trettioåriga kriget: flera medlemmar av rockgruppen